# Alexander van Sleeswijk-Holstein-Sonderburg
Alexander van Sleeswijk-Holstein-Sonderburg (Sonderburg, 20 januari 1573 - aldaar, 13 maart 1627) was van 1622 tot aan zijn dood hertog van Sleeswijk-Holstein-Sonderburg. Hij behoorde tot het huis Sleeswijk-Holstein-Sonderburg. 

## Levensloop
Alexander was de derde zoon van hertog Johan van Sleeswijk-Holstein-Sonderburg en diens echtgenote Elisabeth, dochter van vorst Ernst III van Brunswijk-Grubenhagen. In de buurt van Löhne verwierf hij de goederen van de uitgestorven ridderfamilie Beck, die tot het bisdom Minden behoorden.
Na de dood van zijn vader in 1622 werd het hertogdom Sleeswijk-Holstein-Sonderburg verdeeld onder Alexander en vier van zijn broers. Hierbij behield hij de overige landerijen van het hertogdom Sleeswijk-Holstein-Sonderburg. Toen Alexander in 1627 stierf, werd zijn hertogdom verdeeld tussen vier van zijn zes zonen.

## Huwelijk en nakomelingen
Op 26 november 1604 huwde Alexander met Dorothea (1579-1639), dochter van graaf Johan Günther I van Schwarzburg-Sondershausen. Ze kregen tien kinderen:
- Johan Christiaan (1607-1653), hertog van Sleeswijk-Holstein-Sonderburg-Franzhagen
- Alexander Hendrik (1608-1667)
- Ernst Günther (1609-1689), hertog van Sleeswijk-Holstein-Sonderburg-Augustenburg
- George Frederik (1611-1676)
- August Filips (1612-1675), hertog van Sleeswijk-Holstein-Sonderburg-Beck
- Adolf (1613-1616)
- Anna Elisabeth (1615-1616)
- Willem Anton (1616-1616)
- Sophia Catharina (1617-1696), huwde in 1635 met graaf Anton Günther van Oldenburg
- Filips Lodewijk (1620-1689), hertog van Sleeswijk-Holstein-Sonderburg-Wiesenburg